# إرنست جونز
إرنست جونز (بالإنجليزية: Ernest Jones)‏ (و. حوالي 1891 - تاريخ الوفاة غير معروف) كان لاعب رغبي إنجليزي، لعب في دوري الرغبي الإنجليزي خلال الفترة الممتدة بين 1910 و 1920.